# Stellan Elliot
John Erik Stellan Elliot, född den 21 juli 1890 i Lidköping, död den 6 augusti 1959 i Stockholm, var en svensk sjömilitär. Han var brorson till Anders Oscar och Erik Elliot. 
Elliot blev underlöjtnant vid flottan 1911, löjtnant 1915, kapten 1920 och kommendörkapten av andra graden 1939, av första graden 1947. Han genomförde en studieresa till Förenta staterna 1919–1921. Elliot var fartygschef på torpedbåtar, navigationsofficer på Gustaf V 1930–1932 och sekond på Sverige 1935–1936. Han tjänstgjorde vid marinstaben från 1936. Elliot var kontrollofficer för lejdtrafiken till 
Sydamerika 1941. Han medverkade i upplysningsarbetet om flottan i radio, press och talarstol. Elliot blev riddare av Svärdsorden 1932 och av Vasaorden 1941. Han vilar i sin familjegrav på Solna kyrkogård.